# Staňkov II
Staňkov II (německy Stankau II) je část města Staňkov v okrese Domažlice v Plzeňském kraji. Jde o část ležící jižně a východně od Radbuzy. Prochází jí silnice II. třídy II/185. Je zde evidováno 519 adres. V roce 2011 zde trvale žilo 1330 obyvatel.
Staňkov II leží v katastrálním území Staňkov-ves o rozloze 3,97 km².

## Historie
První písemná zmínka o vesnici pochází z roku 1233.

## Obyvatelstvo
| Rok            | 1869 | 1880 | 1890  | 1900  | 1910  | 1921  | 1930  | 1950 | 1961 | 1970 | 1980  | 1991  | 2001  | 2011  | 2021  |
| -------------- | ---- | ---- | ----- | ----- | ----- | ----- | ----- | ---- | ---- | ---- | ----- | ----- | ----- | ----- | ----- |
| Počet obyvatel | 788  | 905  | 1 364 | 1 689 | 1 743 | 1 805 | 2 148 | 0    | 0    | 0    | 1 232 | 1 199 | 1 203 | 1 330 | 1 302 |
| Počet domů     | 93   | 99   | 115   | 152   | 167   | 216   | 320   | 0    | 0    | 0    | 349   | 403   | 423   | 491   | 499   |

## Obecní správa
Při sčítání lidu v letech 1850–1937 Staňkov II byl samostatnou obcí v okrese Horšovský Týn (v letech 1850–1910 Horšův Týn). Od 1. března 1980 je částí města Staňkov v okrese Domažlice. V letech 1850–1929 k obci patřily Krchleby.

## Pamětihodnosti
V části Staňkov II se nachází kulturní památka:
- Kostel svatého Jakuba Většího

## Další fotografie

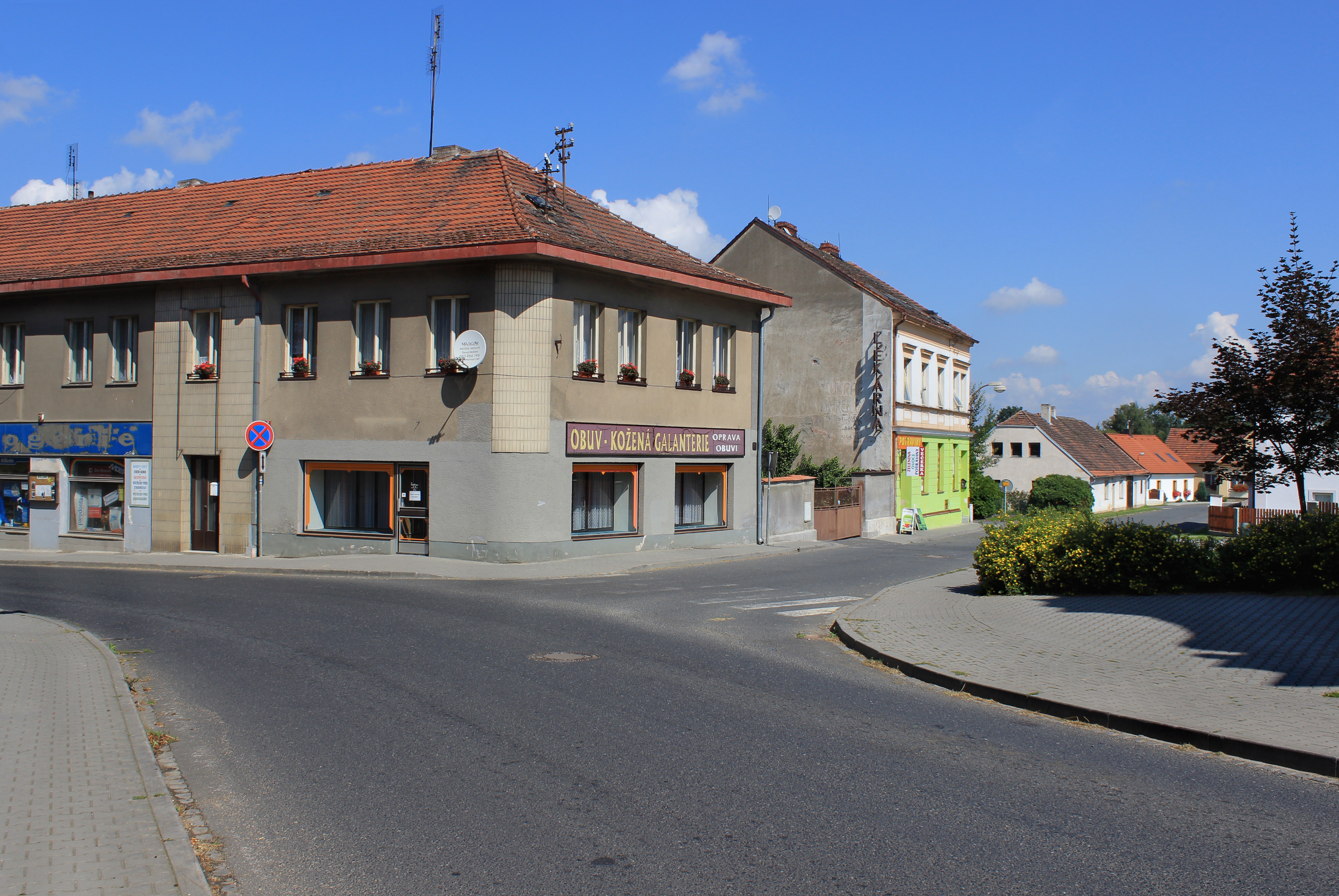
Nádražní ulice
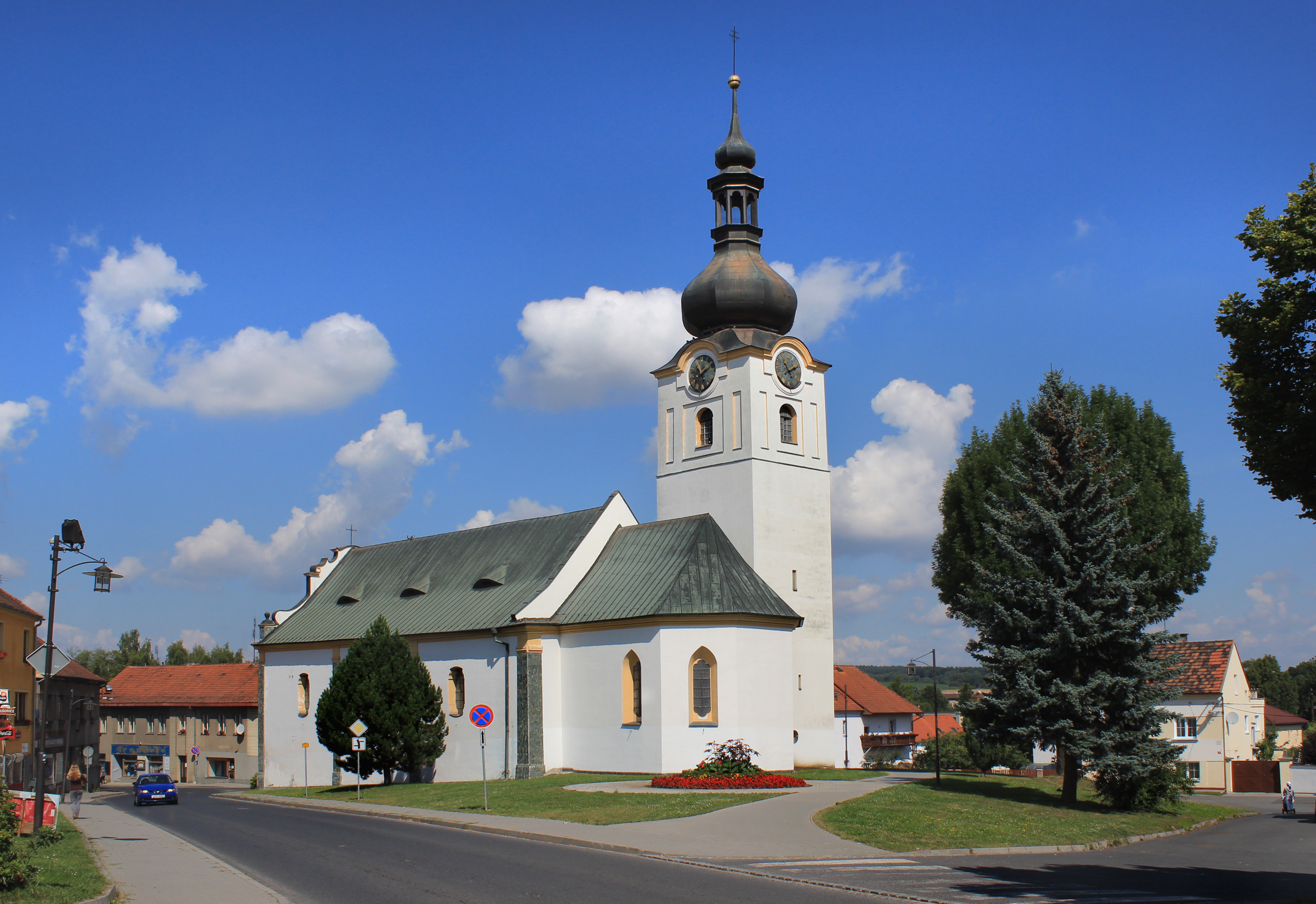
Kostel svatého Jakuba
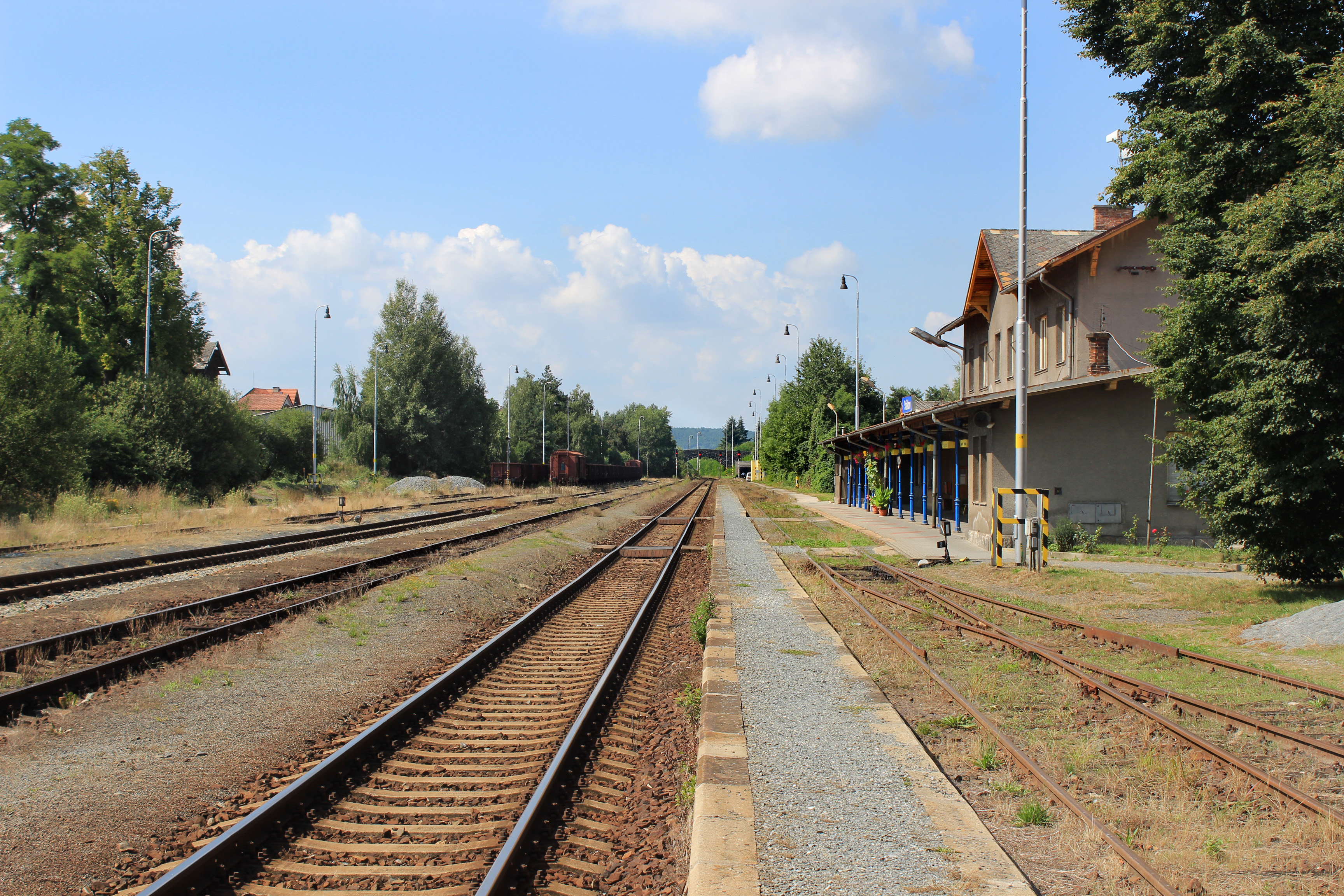
Nádraží